# Böhmisches Staatsrecht

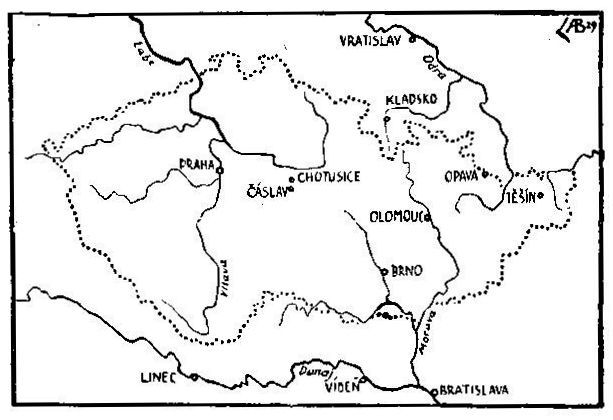
Länder der Böhmischen Krone seit Mitte 18. Jahrhundert bis zum Ende des Ersten Weltkrieges

Böhmisches Staatsrecht (auch historische Rechte der Böhmischen Krone) war ein politisches Programm in den böhmischen Ländern der Habsburgermonarchie im späten 19. Jahrhundert. Es basierte auf dem 1831 vom böhmischen Landtag in Auftrag gegebenen und von František Palacký 1836 im ersten Band seiner Geschichte von Böhmen formulierten Konzept der kontinuierlichen rechtlichen Existenz des Böhmischen Königreiches innerhalb der Habsburgermonarchie.

## Verwendung des Begriffs bis 1848
Die Böhmischen Stände versuchten mit diesem Begriff die staatsrechtliche Einheit der Länder der Böhmischen Krone wiederherzustellen. Als Vorbild dienten die uralten Rechte des ungarischen Adels, mit denen dieser seine Privilegien gegenüber dem Kaiserhaus erfolgreich verteidigt hatte.
Diese Forderung stand im Gegensatz zu dem Zentralismus der Theresianischen und Josephinischen Reformen, mit deren Hilfe die Habsburgermonarchie zu einem Gebiet mit einer einheitlichen Verwaltung nach den rationalen Prinzipien der Aufklärung geschaffen wurde. Die drei böhmischen Länder (Böhmen, Mähren und Schlesien) wurden demnach getrennt, als wechselseitig unterschiedliche Kronländer von der Hauptstadt Wien regiert. Die Forderung nach dem Böhmischen Staatsrecht wurde daher für den böhmischen Adel zu einem wichtigen Thema ihrer Auseinandersetzung mit dem Kaiserhaus in Wien.

## Verwendung des Begriffs in der nationalen Diskussion bis 1918
Zwischen 1848 und 1918 gehörte die Rückgabe der früheren Rechte der Böhmischen Krone durch die Österreichische Monarchie zusammen mit der Sprachenfrage zu den Forderungen der national gesinnten Tschechen, die sich, um diese durchzusetzen, zeitweise mit dem konservativen Adel verbunden hatten.
Graf Clam-Martinic hatte zusammen mit František Ladislav Rieger (Böhmen) und Antonin Pražák (Mähren) dazu am 20. August 1870 ein Memorandum aufgestellt, das folgende Hauptforderungen enthielt:
1. Für Böhmen und Mähren die Berufung eines eigenen Ministers mit dem Titel böhmisch-mährischer Hofkanzler
2. Gesetzliche Regelung völliger sprachlicher Gleichberechtigung.
3. Weitreichende Autonomie der Böhmischen Länder
4. Gleichstellung von Böhmen und Deutschen im gesamten Gebiet der Böhmischen Länder.

## Kodifizierung des Begriffs
Die erste umfangreichere Zusammenfassung der historischen Rechte der Böhmischen Krone stammt aus dem Jahr 1871 und wurde unter dem Titel Einige Grundlagen des Böhmischen Staatsrechts von Josef Kalousek veröffentlicht.
Um das Böhmische Staatsrecht zu begründen, greift Kalousek bis in die Jahre 1310 und 1311 zurück, als Johann von Luxemburg den Ständen die schon innehabenden Gewohnheitsrechte bestätigte. Danach hatten die Stände das Recht der freien Königswahl und die Anerkennung seiner Erbansprüche durch die Stände.
Im Jahr 1627 bzw. 1628 wurde nach seinen Feststellungen Böhmen und Mähren eine neue Landesordnung oktroyiert. In ihr wurden 140 Privilegien anerkannt. In dieser Landesordnung wurden zwar die Steuerbilligungsrechte bestätigt, die Gesetzgebungsrechte wurden den Ständen aber vollständig entzogen. Die Einführung des Deutschen als innere Amtssprache im Jahre 1644 sahen die nationalistischen Tschechen als eine Verletzung der Gleichstellung beider Sprachen.
Nach Kalouseks Ansicht änderte sich am staatsrechtlichen Verhältnis der Böhmischen Krone auch durch die Schaffung eines Kaisertums Österreich im Jahre 1804 nichts.

## In Verbindung stehende Artikel
- Länder der Böhmischen Krone
- Böhmische Deklaration von 1868
- Die Badenischen Sprachenverordnungen